# Меоре-Мохаши
Меоре-Мохаши (груз. მეორე მოხაში) — село в Грузии, на территории Сенакского муниципалитета края (мхаре) Самегрело-Верхняя Сванетия.

## География
Село находится в западной части Грузии, на правом берегу реки Гурдземи (правый приток Техури), на расстоянии приблизительно 14 километров (по прямой) к северо-востоку от города Сенаки, административного центра муниципалитета. Абсолютная высота — 184 метра над уровнем моря.

## Население
По результатам официальной переписи населения 2014 года в Меоре-Мохаши проживало 139 человек (72 мужчины и 67 женщин). В национальной структуре населения грузины составляли 100 %.
| Год  | Население, человек |
| ---- | ------------------ |
| 2002 | 275                |
| 2014 | ↘ 139              |